# Hilario Durán

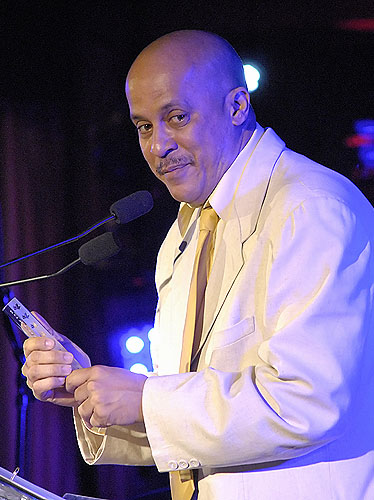
Hilario Durán in 2008

Hilario Durán (Havana, 1953) is een Cubaanse jazz-pianist, componist, arrangeur en bigband-leider.
Durán studeerde aan het Arnadeo Roldan Music Institute en kreeg daar onder meer les van Guillermo Barreto. In de jaren zeventig formeerde hij de groep 'Los D'Siempre', die moderne jazz speelde met Cubaanse invloeden, Van 1981 tot 1990 was hij lid van de band van Arturo Sandoval. ook werkte hij met Dizzy Gillespie's United Nations Orchestra en met Michel Legrand. In 1990 kwam hij met een nieuwe groep, 'Perspectiva' en toerde hiermee in Centraal Amerika en Europa. Vanaf 1995 werkt hij als solo-artiest in Toronto. Tegenwoordig heeft hij een trio, maar leidt hij ook enkele Latin-bigbands.
Hij werd verschillende keren genomineerd voor een Juno Award en kreeg er uiteindelijk twee, waaronder een voor zijn album "New Danzon" (2005). In 2007 werd zijn Latin-album "From the Heart" genomineerd voor een Grammy.
Durán heeft in zijn carrière met veel musici gespeeld, waaronder Tata Guïnes, Changuito, Jorge Reyes, John Patitucci, Michael Brecker, Regina Carter, Dave Valentin, John Benitez, Hugh Marsh , Quartetto gelato en Gryphon Trio.

## Discografie (selectie)
- Killer Tumbao, Justin Time, 1997
- Hebana Bocturna, Justin Time, 1999
- New Danzon, Alma Records, 2005
- Encuentro en la Habana, Alma Records, 2006
- From the Heart, Alma Records, 2006
- Motion, Alma UK, 2010
- Cuban Rhapsody (met Jane Bunnett), Alma, 2011